# غرانت فيشر
غرانت فيشر (بالإنجليزية: Grant Fisher)‏ هو منافس ألعاب قوى أمريكي، ولد في 22 أبريل 1997 في كالغاري في كندا.

## وصلات خارجية
- غرانت فيشر على موقع الاتحاد الدولي لألعاب القوى (الإنجليزية)
- غرانت فيشر على موقع الاتحاد الأمريكي لسباقات المضمار والميدان (الإنجليزية)
- غرانت فيشر على موقع الدوري الماسي (الإنجليزية)
- غرانت فيشر على موقع TFRRS.org (الإنجليزية)
- غرانت فيشر على موقع اللجنة الأولمبية الدولية (الإنجليزية)
- غرانت فيشر على موقع أوليمبيديا (الإنجليزية)
- غرانت فيشر على موقع اللجنة الأولمبية والبارالمبية الأمريكية (الإنجليزية)